# فرانک ام. توماس
فرانک ام. توماس (انگلیسی: Frank M. Thomas؛ ‏ ۱۳ ژوئیهٔ ۱۸۸۹ – ۲۵ نوامبر ۱۹۸۹) بازیگر اهل ایالات متحده آمریکا بود.
از فیلم‌هایی که وی در آن‌ها نقش داشته‌است، می‌توان به مادر مجرد، آقای اسمیت به واشینگتن می‌رود، لیلیان راسل، بریگم یانگ، مریلند، در میان زندگان، باد وحشی را درو کن، شهره شهر، پرواز برای آزادی، پرورش بیبی، جرایم سازمان‌یافته، شهره شهر نیویورک، پسران مومیایی و خانم برادفورد سابق اشاره نمود.